# Andrena unita
Andrena unita är en biart som beskrevs av Nurse 1904. Andrena unita ingår i släktet sandbin, och familjen grävbin. Inga underarter finns listade i Catalogue of Life.